# Marienkirche (Elbasan)

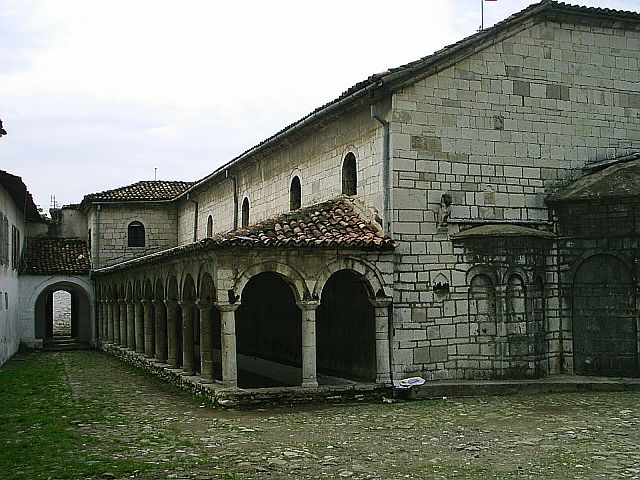
Arkade auf der Südseite der Kirche

Die Marienkirche (albanisch Kisha e Shën Mërisë) ist eine während der osmanischen Zeit errichtete orthodoxe Kirche – manchmal auch als Kathedrale bezeichnet – in der zentralalbanischen Stadt Elbasan aus dem 19. Jahrhundert. Sie liegt in einem Hof im nördlichen Bereich der auch Burg genannten Altstadt von Elbasan. 
Eine Inschrift verzeichnet 1833 als Baujahr. Die Kirche wurde als Ersatz für eine im Jahr 1818 abgebrannten Bau erstellt. Dieser stammt je nach Quelle aus dem 17. Jahrhundert oder aus dem 15. bis 16. Jahrhundert. Mit dem Bau der Kirche soll nach dieser Quelle im Jahr 1486 begonnen worden sein; der erste Gottesdienst sei aber erst im Jahr 1556 abgehalten worden.

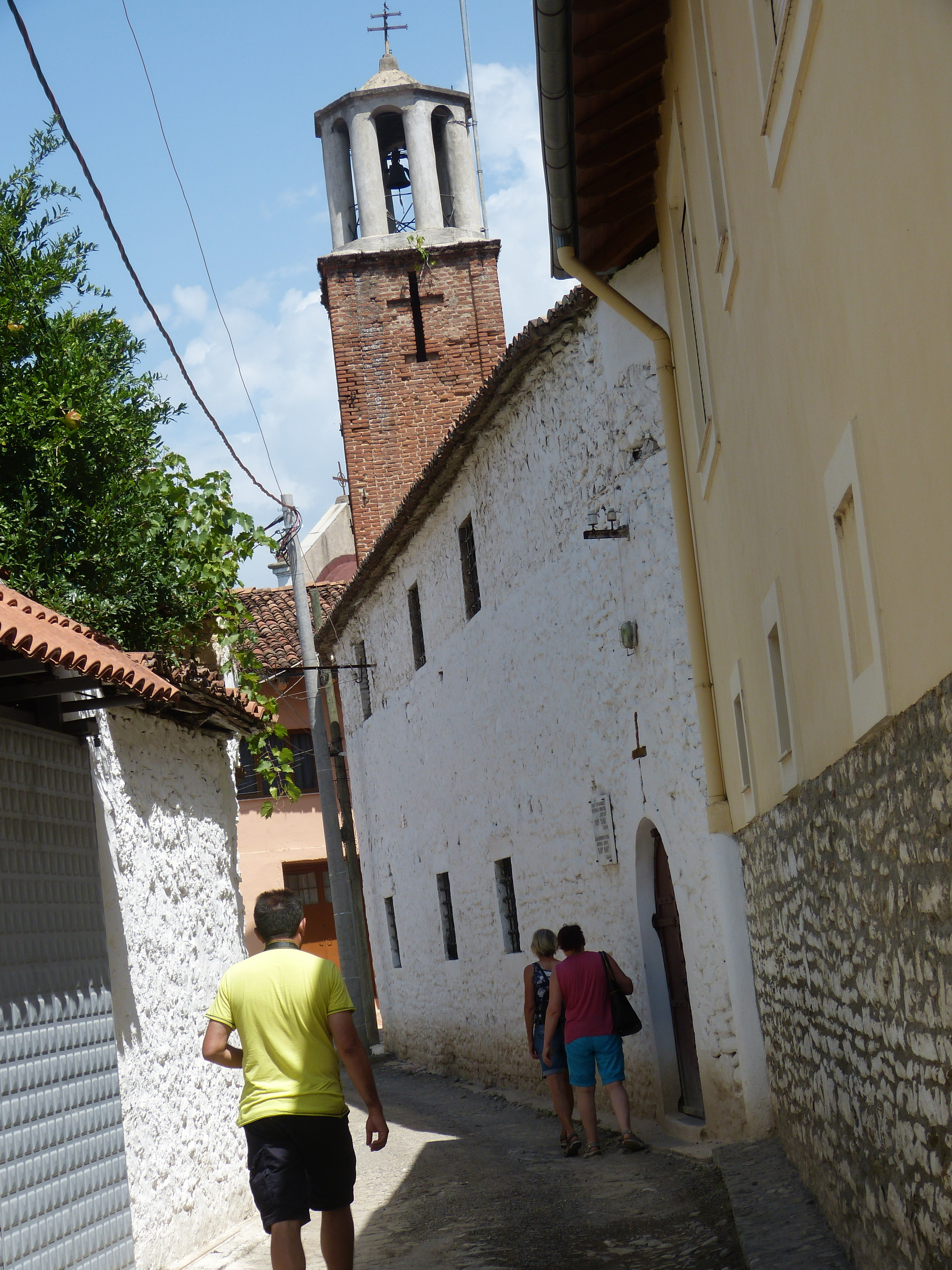
Kirchturm über den Häusern der Altstadt

Es handelt sich um einen flachen dreischiffigen Bau, dessen Kuppel unter dem Dach versteckt ist. Die Kirche hatte eine aufwändige Ikonostase und weitere reichhaltige Holzschnitzarbeiten. Es finden sich auch detaillierte Steinmetzarbeiten. Auf Nord- und Südseite erstrecken sich Säulenarkaden. Die Malerarbeiten in der Kuppel stammen von 1859; an der Ikonostase wurde zehn Jahre lang gearbeitet. Der Glockenturm wurde aus rotem Backstein erbaut.
Berühmte Priester, die in dieser Kirche tätig gewesen waren, sind unter anderen Fan Noli und Visarion Xhuvani.
Die Kommunisten wollten in der nicht zugänglichen Kirche ein Museum für orthodoxe Kirchenkunst einrichten. 1963 ist die Kirche zum nationalen Kulturdenkmal erklärt worden.
Die Kirche wird seit den 1990er Jahren von einer radikalen albanisch-nationalistischen Splittergruppe der autokephalen albanisch-orthodoxen Kirche betrieben, welche den – finanziell bedingt – starken griechisch-orthodoxen Einfluss über die albanisch-orthodoxe Kirche nicht anerkennen will.
2008 finanzierte die albanische Regierung die Renovierung der Kirche. Kritisiert wird, dass während die Regierung den Wiederaufbau der Marienkirche übernahm, der Wiederaufbau der Königsmoschee, die damals nicht einmal ein Minarett besaß, der türkischen Regierung – dem Türkischen Präsidium für Zusammenarbeit und Koordinierung des Ministerpräsidentenamtes der Republik Türkei (T.C. Başbakanlık Türk İşbirliği ve Koordinasyon Ajansı Başkanlığı) kurz TİKA – überlassen wurde.